# Reinaldo de Roucy
Reinaldo de Roucy ou Renaud ou também Ragenold (926 - 10 de maio de 967) foi o 1º conde de Roucy e de Reims.
Personagem de origem viquingue, como o próprio nome sugere, ele aparece em 943 o lado do rei Luís IV de França e do filho deste Lotário de França  (941 — 986), auxiliando-os na luta que este trava contra o conde de Herberto II de Vermandois  (c. 880-23 de Fevereiro de 943). Após a morte deste conde Reinaldo continua ao serviço do rei de França e em 945 novamente presta-lhe serviço na conquista da cidade de Sens.
Em 945, o rei Luís IV de França, como uma recompensa pelos serviços prestados dá-lhe em casamento uma filha de Gilberto de Lotaríngia (c. 890 – 2 de outubro de 939), duque da Lotaríngia: Alberade da Lotaríngia e dá-lhe ainda a terra de Roucy, entre Reims e Laon, obrigando-o no entanto a construir uma fortaleza na referida cidade de Roucy, o que ele faz entre 947 e 953. Durante esse tempo ele assinou uma carta de doação para a Abadia Beneditina de Charlieu fundada em 875.
Reinaldo de Roucy foi enterrado na igreja da Abadia de Saint-Remi, em Reims.

## Relações familiares
Foi tido como filho de Reinaldo da Noruega e casado com Alberada da Lotaríngia, filha de Gilberto de Lotaríngia, duque da Lotaríngia, e de Gerberga da Saxônia, de quem teve:
1. Ermentrude de Roucy (? - c. 1004), que foi casada por duas vezes, a primeira com Aubrey II de Mâcon (? - 982), conde de Macon e a segunda com o conde Otão Guilherme de Borgonha (c. 962 - 21 de Setembro de 1026), Conde da Borgonha;
2. Gilberto I de Roucy (951 - 991 ou 1000), Conde de Roucy e Visconde de Reims;
3. Bruno de Roucy (c. 956 - 1016), Bispo de Langres;
4. Uma filha de nome desconhecido,[3] casada com o conde Fromond II (? - 1012), Conde de senadores.